# ヴーヴレ
ヴーヴレ（Vouvray）は、フランス中央部、サントル＝ヴァル・ド・ロワール地域圏アンドル＝エ＝ロワール県中央部にある、人口3千人ほどの村（コミューン）である。

## 地理
県庁所在地トゥールの東10キロあまりのところにある。

## ワイン
ヴーヴレ村を中心に、トゥールなど8ヶ村の2000haの畑で生産されているのが、ロワール地区で最も優れた白ワインであるヴーヴレである。1936年にAOCに選ばれている。